# Socionom
En socionom betegner en person, der har gennemført socionom-uddannelsen på RUC.
Uddannelsen, der nu er nedlagt, kunne gennemføres som mellemlang uddannelse (det, der i dag betegnes som en bacheloruddannelse) eller sammen med et fag mere – en af RUCs forvaltningsuddannelser – hvorved socionomuddannelsen blev en del af en kandidatuddannelse.
En socionom er uddannelsesmæssigt og jobmæssigt ligestillet med en socialrådgiver og arbejder med mennesker i en samfundsmæssig sammenhæng, hvor de medvirker til at løse og forebygge sociale problemer.
 Der er for få eller ingen kildehenvisninger i denne artikel, hvilket er et problem. Du kan hjælpe ved at angive troværdige kilder til de påstande, som fremføres i artiklen.